# NGC 322/2
NGC 322/2 је спирална галаксија у сазвежђу Феникс која се налази на NGC листи објеката дубоког неба.
Деклинација објекта је - 43° 43' 48" а ректасцензија 0h 57m 9,1s. Привидна величина (магнитуда) објекта NGC 322 износи 16,5 а фотографска магнитуда 17,3.